# On refait le monde
 (janvier 2023).
On refait le monde est une émission de radio diffusée sur RTL depuis septembre 2003. Après un arrêt lors de la saison 2020-2021, l'émission revient à l'antenne depuis la rentrée 2021.

## Concept
Elle réunit plusieurs polémistes de presse écrite, magazine ou radio (généralement quatre) pour débattre des thèmes de l'actualité du jour. Elle est retransmise du lundi au vendredi, entre 19 h 15 et 20 h, puis téléchargeable par podcast. À la fin de l'émission les auditeurs décernent le prix de « langue de vipère » au chroniqueur le plus virulent, en votant par SMS ou e-mail. En guise de récompense, la langue de vipère présente une tribune le lendemain, lors du RTL Soir. Le concept de langue de vipère est abandonné à la rentrée 2012.

## Présentateurs
Ce programme est d'abord présenté par Christophe Hondelatte, puis par Pascale Clark de septembre 2004 à juin 2006, et par Nicolas Poincaré à partir de l'été 2006. Christian Menanteau a remplacé Nicolas Poincaré pendant l'été 2007 et Stéphane Carpentier pendant l'été 2009.
En septembre 2009, Christophe Hondelatte reprend la tranche 18 h – 20 h du lundi au jeudi sur RTL, avec notamment l'émission On refait le monde et Bernard Poirette anime l'émission le vendredi. Daniel Férin le remplace pour l'été 2010. Le 15 mai 2012, Christophe Hondelatte annonce la fin de sa collaboration avec RTL, de commun accord et Bernard Poirette récupère la présentation de l'émission également le jeudi et Daniel Ferin du lundi au mercredi.
En septembre 2012, Marc-Olivier Fogiel arrive à la présentation de RTL Soir et On refait le monde du lundi au jeudi. Il occupera ces fonctions jusqu'en juin 2019. Durant cette période, Stéphane Carpentier est l'animateur du vendredi.

## Polémistes récurrents
- Alain Duhamel, éditorialiste sur RTL
- Guillaume Perrault, grand reporter au Figaro
- Jean-Christophe Buisson, rédacteur en chef au Figaro Magazine
- Élisabeth Lévy, journaliste indépendante et rédactrice en chef du site Causeur
- Jean-Luc Mano, conseiller en communication
- Roland Cayrol, politologue
- Philippe Bailly, conseiller en communication
- Hélène Pilichowski, journaliste
- Annie Lemoine, journaliste et écrivain
- Olivier Mazerolle, directeur de la rédaction de La Provence
- Christine Ockrent, journaliste
- Xavier Couture, producteur
- Raquel Garrido, chroniqueuse
- Paul Melun Essayiste
- Ivan Rioufol, éditorialiste au Figaro
- Yves Thréard, directeur adjoint de la rédaction du Figaro
- Gérard Miller, psychanalyste
- Rokhaya Diallo, fondatrice de l'association Les Indivisibles
- Denis Tillinac, écrivain et éditeur
- Tugdual Denis, directeur adjoint de la rédaction de Valeurs Actuelles
- Pablo Pillaud Vivien, rédacteur en chef de Regards
- Bruno Jeudy, ancien éditorialiste Paris Match
- Laurent Alexandre, entrepreneur, chroniqueur

## Anciens polémistes
- Claude Cabanes, éditorialiste à L'Humanité
- Clara Dupont-Monod, éditrice et journaliste à Marianne
- Ioulia Kapoustina, journaliste russe
- François d'Orcival, éditorialiste à Valeurs actuelles
- Hervé Chabalier, fondateur de l'agence CAPA
- Anne-Sophie Mercier, journaliste à Charlie Hebdo et chroniqueuse à Canal+
- Géraldine Muhlmann, professeur de sciences politiques, chroniqueuse sur France 5
- Alain-Gérard Slama, éditorialiste au Figaro
- Rodolphe Bosselut, avocat au barreau de Paris
- Michel Godet, économiste et professeur au Conservatoire national des arts et métiers
- Muriel Gremillet, journaliste indépendante
- Philippe Bilger, magistrat honoraire
- Audrey Pulvar, journaliste à i>Télé
- Claude Askolovitch, journaliste à I-télé et beIN Sports
- Éric Naulleau, polémiste sur France 2 et France Inter, éditeur
- Patrick Poivre d'Arvor, ancien présentateur du journal de 20 h de TF1
- Philip Turle, journaliste britannique et rédacteur en chef adjoint à RFI
- Ghislaine Ottenheimer, éditorialiste et rédacteur en chef à Challenges
- Alberto Toscano, correspondant à Paris des journaux italiens Panorama et Il Reformista
- Ted Stanger, journaliste et écrivain américain
- Vanessa Schneider, écrivain et reporter à l'hebdomadaire Marianne.
- Karine Charbonnier-Beck, dirigeante de Beck Industries
- David Koubbi, avocat au barreau de Paris
- Jean-Claude Dassier, journaliste à Valeurs actuelles et I-Télé
- Joseph Macé-Scaron, directeur adjoint de la rédaction de Marianne
- Gaspard Koenig, fondateur du think-tank Génération libre
- Daniel Bilalian, directeur du service des sports de France 2
- Clémentine Autain, directrice de Regards
- Philippe Besson, écrivain